# Regata al Gran Canal
Regata al Gran Canal és una pintura a l'oli realitzada per Canaletto entre el 1733-1734 i actualment exposada a The Royal Collection de Londres.